# LoCoS
LoCoS (englisch kurz für Lovers Communication System, deutsch: Kommunikationssystem für Liebende) ist eine Bildsprache, die 1964 von dem japanischen Grafiker Yukio Ota entwickelt wurde.

## Geschichte
Ota wurde von der in den 1960er Jahren boomenden internationalen Bildkommunikation inspiriert. Der Name deutet an, dass LoCoS es Menschen ermöglichen soll, sich ohne Worte zu verstehen, so wie es Liebende tun.
Ota stellte sein Kommunikationssystem 1972 auf einer Tagung in Wien vor. Er publiziert es dann 1973 in einem Buch und in Zeitschriften. In Heft 2/1973 brachte „Bild der Wissenschaft“ seinen Artikel „LoCoS – Experimente mit der Bildersprache“.
In den 2000er-Jahren warb der Designer Aaron Marcus von Berkeley aus für LoCoS. Anhänger von LoCoS gab es auch im Fraunhofer-Institut für Graphische Datenverarbeitung in Rostock.

## Zielsetzung
LoCoS war auch als Kommunikationsmittel für Gehörlose sowie für Analphabeten gedacht. Es handelt sich um eine universelle und einfache Sprache, die, wie Ota es ausdrückte, „die Bedeutung der Kommunikation zwischen allen Menschen aller Länder der Welt betonen soll“. Seine Vision ist es, dass LoCoS bis zum Jahr 2065 als universelle Sprache verwendet wird.

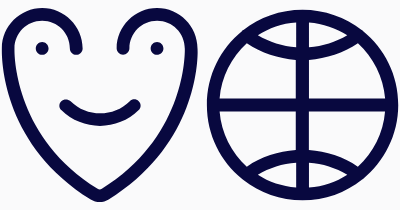
Symbole für LoCos: ein glückliches Gesicht und eine stilisierte Erdkugel

LoCoS unterscheidet sich von alphabetischen natürlichen Sprachen dadurch, dass die Bedeutung und die visuelle Form eng miteinander verbunden sind.
Ota lädt ein, sich an der Entwicklung zu beteiligen, denn LoCoS befinde sich nach sechzig Jahren noch immer im Versuchsstadium und könne nicht von einer einzelnen Person allein umgesetzt werden.

## Symbole
LoCoS nutzt 19 Grundformen, die kombiniert und weiter spezifiziert werden.
Einfache Substantive wie „Auge“ oder „Fisch“ haben selbsterklärende Symbole. Andere Konzepte und Substantive können durch Kombination grundlegender Symbole erstellt werden. Beispielsweise bedeutet das Symbol für „Mensch“, „Person“, das das Symbol für „Fisch“ enthält, „Fischer“, mit einem „Berg“ in der Mitte wird es zum Zeichen für „Bergsteiger“.

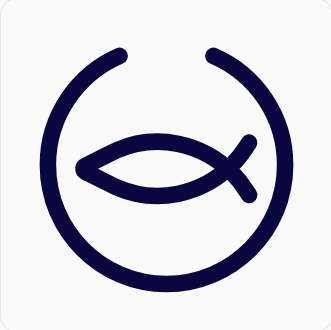
Fischer
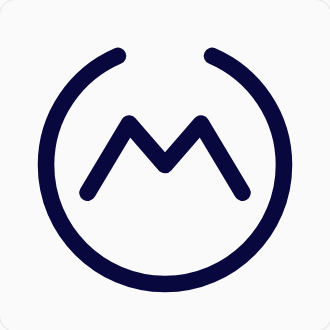
Bergsteiger

Es gibt acht Hauptsymbole, aus denen sich die Mehrzahl der weiteren Symbole ableitet:

Sonne oder Tag, dargestellt durch einen Kreis
Person oder Mensch, dargestellt durch eine Ringform
Ding oder Sache, dargestellt durch ein Quadrat
Denken, dargestellt durch ein Dreieck mit abgeschnittener Spitze

Gefühl, Emotion, dargestellt durch ein Herz
Land oder Ort, dargestellt durch eine tiefgestellte Linie
Fragezeichen für alle Arten von Fragen
Existenz, dargestellt durch einen Punkt

## Wörter
Wörter werden auf unterschiedliche Weise gebildet.

Emotion
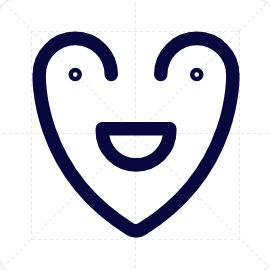
lachen
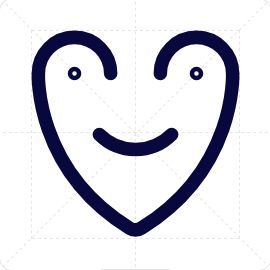
glücklich
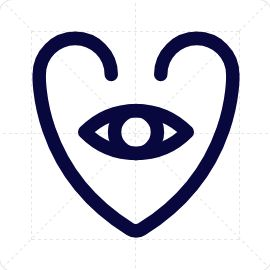
Vorsicht
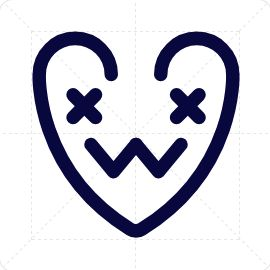
Furcht

Laut Ota gibt es etwa 80 offizielle Wörter. Wörter können erstellt werden, solange sie der grundlegenden Wortsyntax entsprechen.
Trotz der Bemühungen von Ota sind einige der Zeichen kulturell oder religiös voreingenommen. Das LoCoS-Zeichen für „Restaurant“ könnte aufgrund des Weinglaszeichens im Inneren des Gebäudeschildes oft mit einer „Bar“ verwechselt werden.

## Sätze

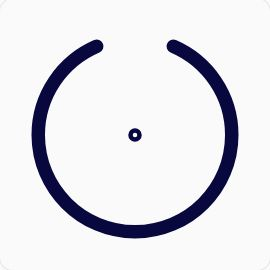
ich, mir, mich
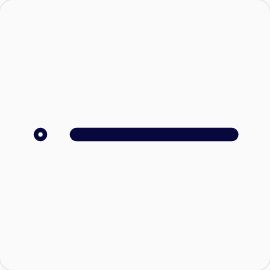
tat, machte
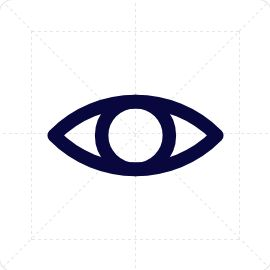
Auge, sehen
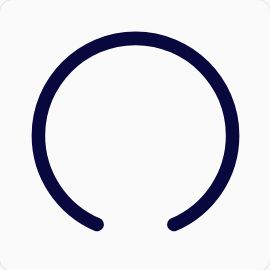
du, dir, dich

Sätze werden durch eine Kombination bestimmter Wörter gebildet.

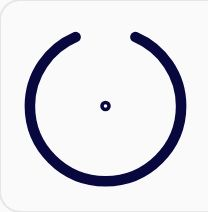
Person mit Punkt in der Mitte: ich
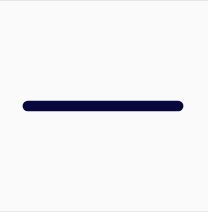
horizontaler Balken: Verb
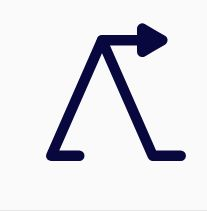
Beine mit Pfeil nach rechts: gehen zu
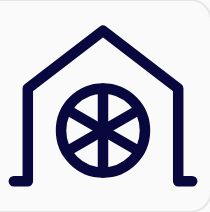
öffentliches Gebäude mit Rad: Bahnhof

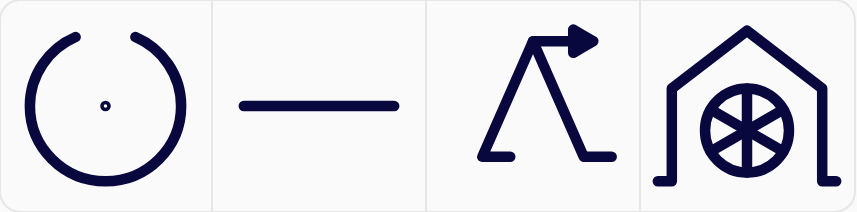
Das ergibt den Beispielsatz: „Ich gehe zum Bahnhof.“

Ein horizontaler Balken ist die Verbform von „tun“. Alle Substantive werden zu Verben, wenn sie rechts von diesem Balken stehen. Die Vergangenheits- und Zukunftsformen des Verbs werden durch einen Punkt dargestellt. Ein Punkt am linken Ende bedeutet Vergangenheit, ein Punkt am rechten Ende bedeutet Zukunft. Beispielsweise ergeben verschiedene Kombinationen aus einem Balken und einem Punkt links vom Symbol für „Auge“ die verschiedenen Zeitformen des Verbs „sehen“.

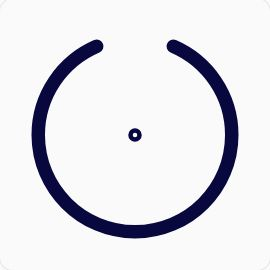
ich, mir, mich
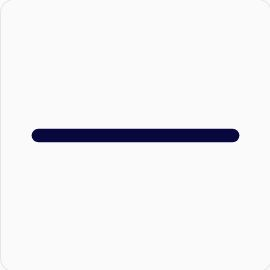
tun, machen
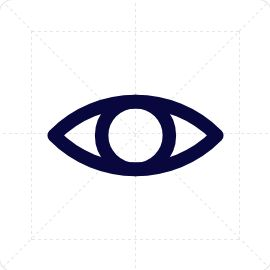
Auge, sehen
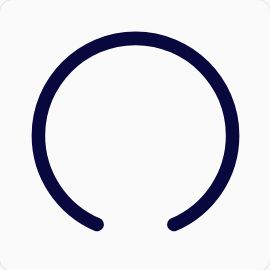
du, dir, dich

- ich, mir, mich
- tat, machte
- Auge, sehen
- du, dir, dich

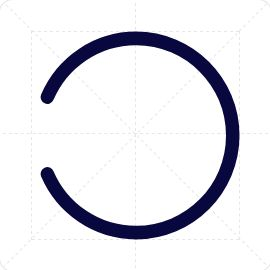
sie, ihr
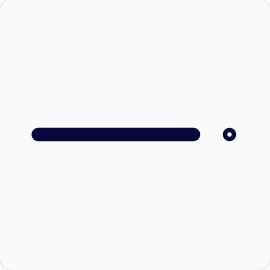
werde tun, werde machen
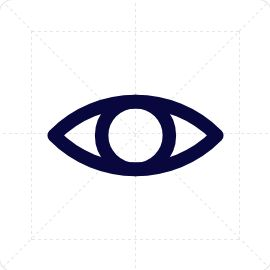
Auge, sehen
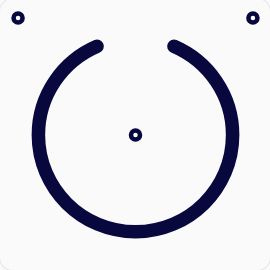
wir, uns

### Zeilenschreibweise
Die Zeichen können zu vollständigen Ausdrücken oder Sätzen kombiniert werden, die aus drei horizontalen Reihen mit quadratischen Flächen bestehen, die in der Regel von links nach rechts gelesen werden.
- Der Hauptinhalt eines Satzes befindet sich in der mittleren Zeile. Diese wird für die Kernwörter (Substantive, Verben und direkte / indirekte Objekte) verwendet.
- Die obere Zeile wird verwendet, um Verben mit Adverbien zu modifizieren.
- Die untere Zeile wird verwendet, um Substantive mit Adjektiven zu modifizieren.

|             |                   |                |     |      |  |
|             |                   | heute          |     |      |  |
|             |                   |                |     |      |  |
| Fischer     | (Vergan- genheit) | zurück- kommen | von | Meer |  |
|             |                   |                |     |      |  |
| der, dieser |                   |                |     |      |  |

Ota bevorzugt die Anordnung in drei Zeilen, weil sie es ermöglicht, selbst zu entscheiden, in welcher Reihenfolge die Symbole zu interpretieren sind. Um Platz zu sparen und das Lesen zu beschleunigen, kann die Botschaft jedoch auch auf eine einzige Zeile reduziert werden:

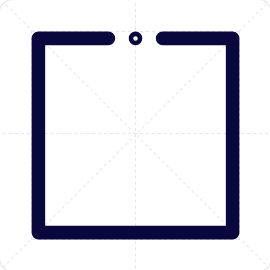
dieser
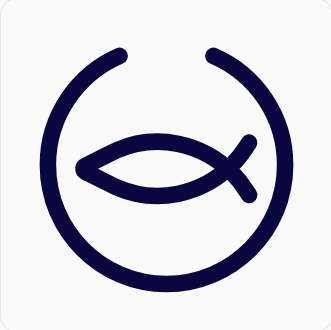
Fischer
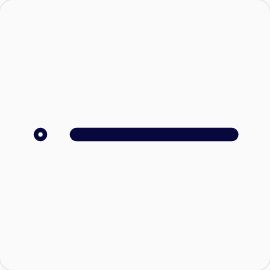
(Vergangenheit)
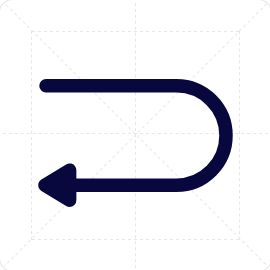
zurückkommen
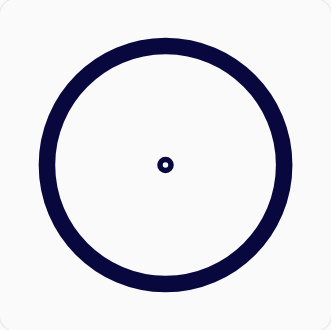
heute
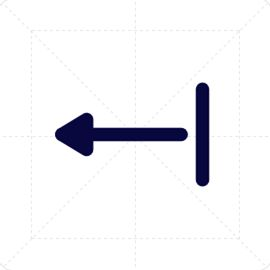
von
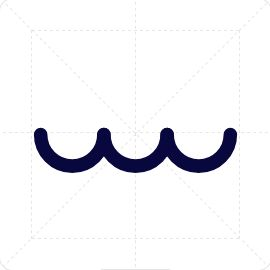
Meer

## Unterschiede zu den Bliss-Symbolen
Während Charles Bliss sich dafür entschied, eine Schriftsprache zu entwickeln, kombiniert LoCoS Form, Bedeutung und Klang, sodass sie gesprochen werden kann. Ein weiterer wesentlicher Unterschied zwischen den beiden Systemen ist die Vision ihres Schöpfers. Während Bliss die Kontrolle über seine Sprache behalten und von Lizenzgebühren leben wollte, wusste Ota, dass er dies nicht alleine bewältigen konnte, und bat um Mitarbeit.
Auffallend ist eine Reihe von Ähnlichkeiten zwischen den in den 1940er Jahren entwickelten Bliss-Symbolen und den LoCoS-Symbolen aus den 1960er Jahren.
Bliss-Symbole

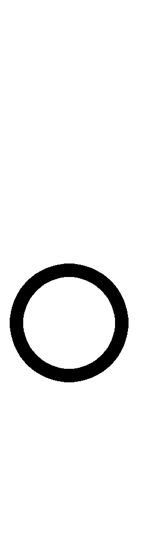
Auge
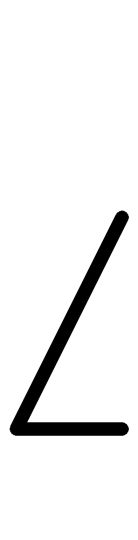
Nase
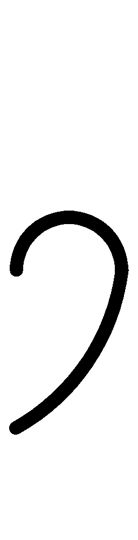
Ohr
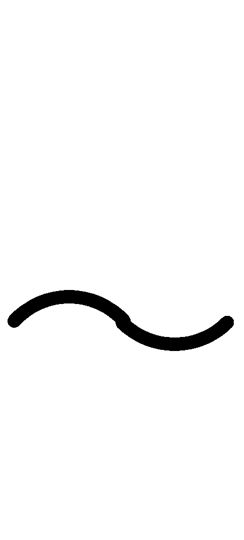
Wasser
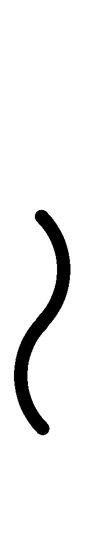
Feuer

Vergleichbare LoCoS-Zeichen:

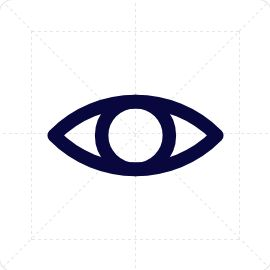
Auge
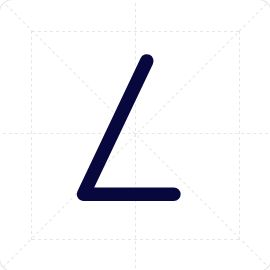
Nase
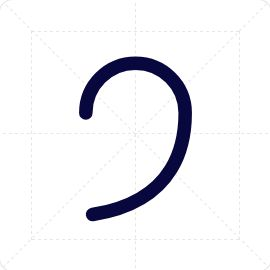
Ohr
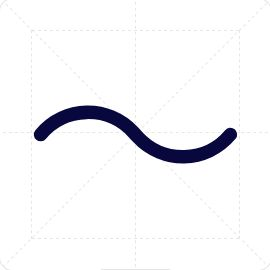
Wasser
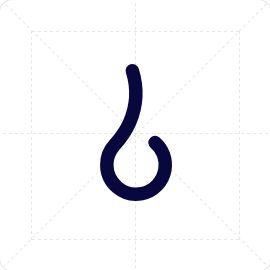
Feuer